# Fiesta de la corriente sinuosa

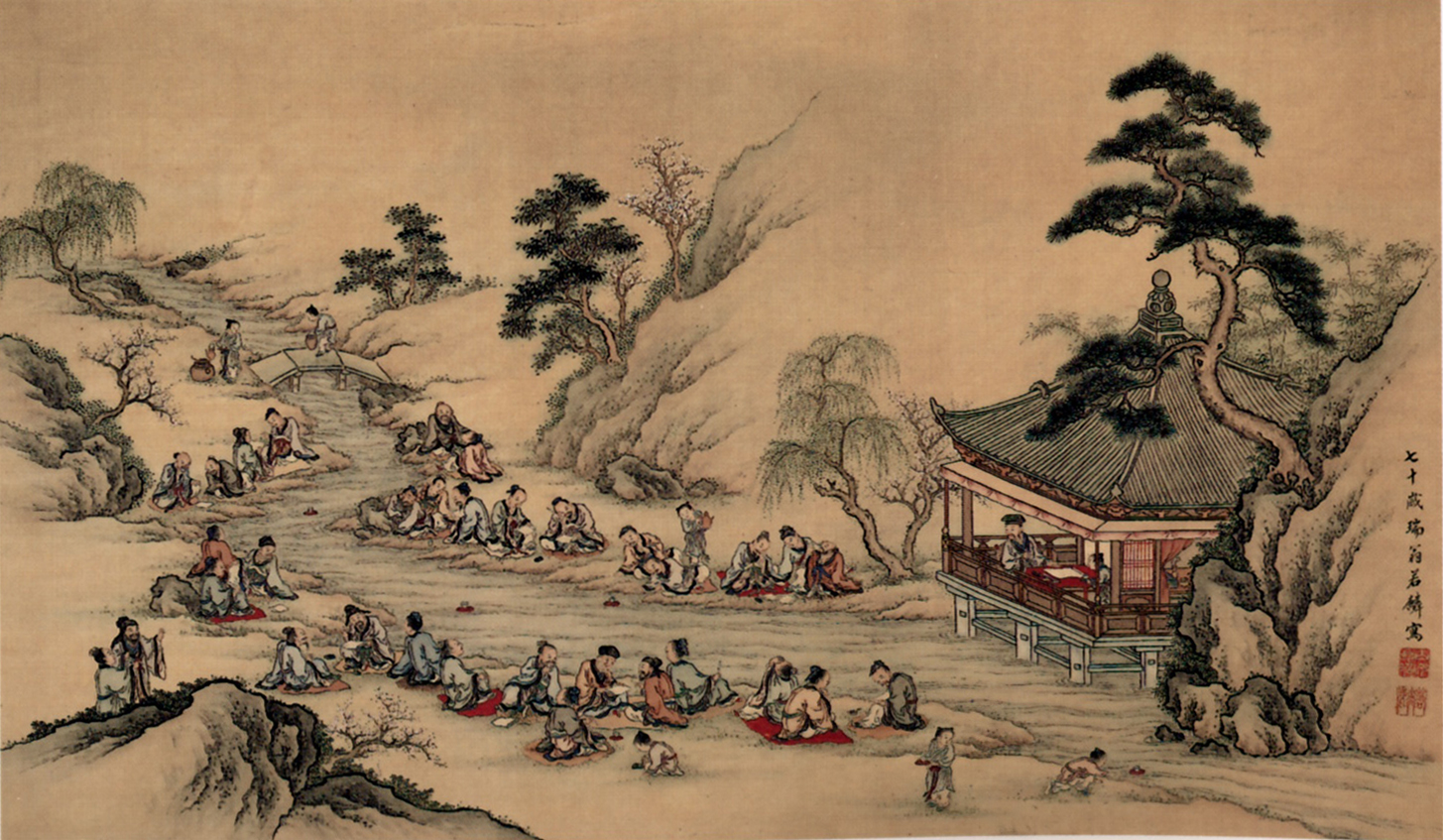
Fiesta de la Corriente Sinuosa en el Pabellón de las Orquídeas en Shaoxing, organizada por Wang Xizhi en 353

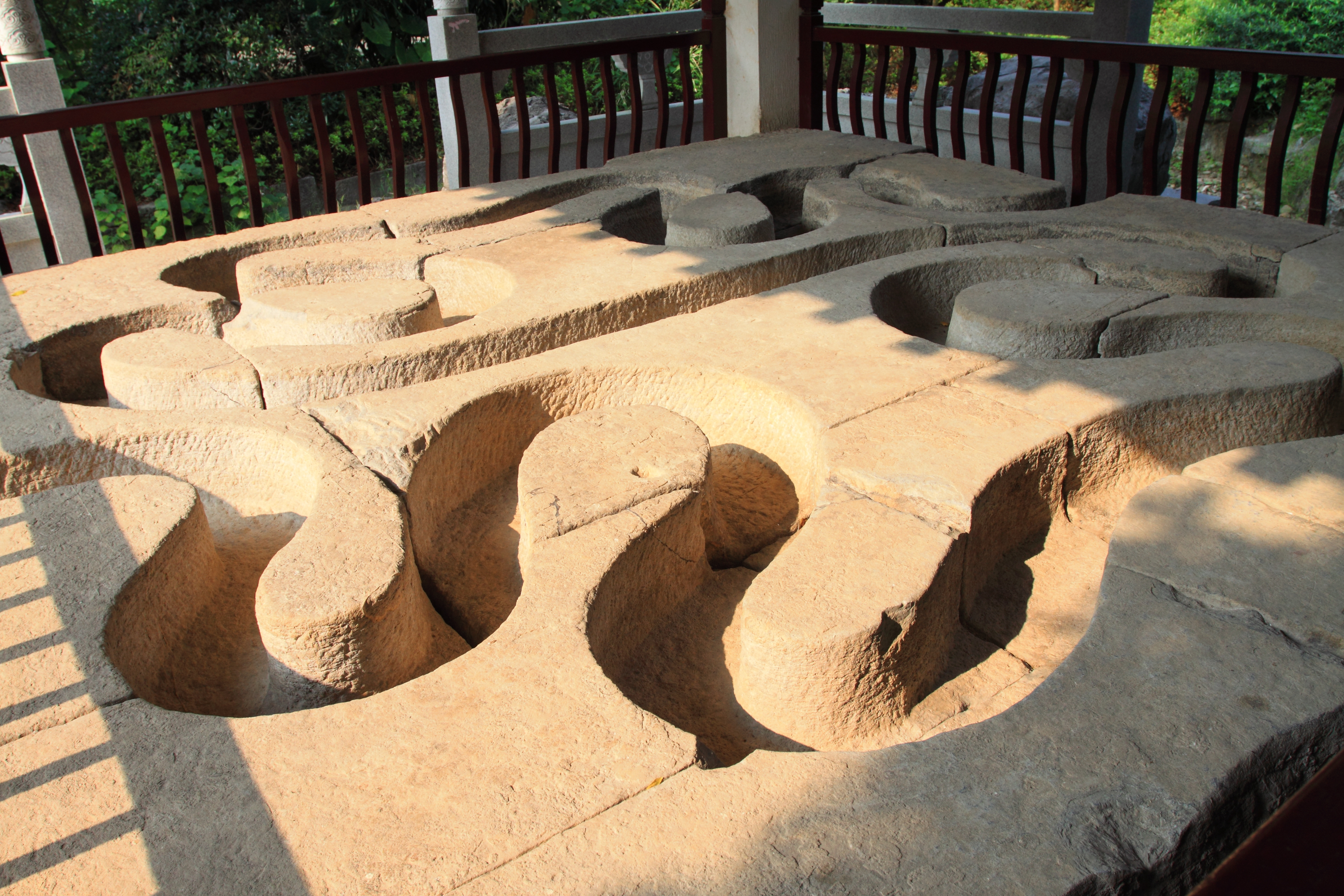
Un sitio histórico de la fiesta de la corriente sinuosa de la dinastía Song ubicado en Guilin, China

La fiesta de la corriente sinuosa (en chino tradicional y simplificado, 流觴曲水; pinyin, liúshāngqūshuǐ) es una antigua costumbre china en la que los participantes esperan junto a un arroyo sinuoso y componen poemas antes de que sus copas llenas de vino de arroz floten hasta llegar a ellos. 
Fue popularizada por Wang Xizhi y se remonta al año 353; los poemas compuestos en este evento fueron registrados en su célebre obra, Lantingji Xu.

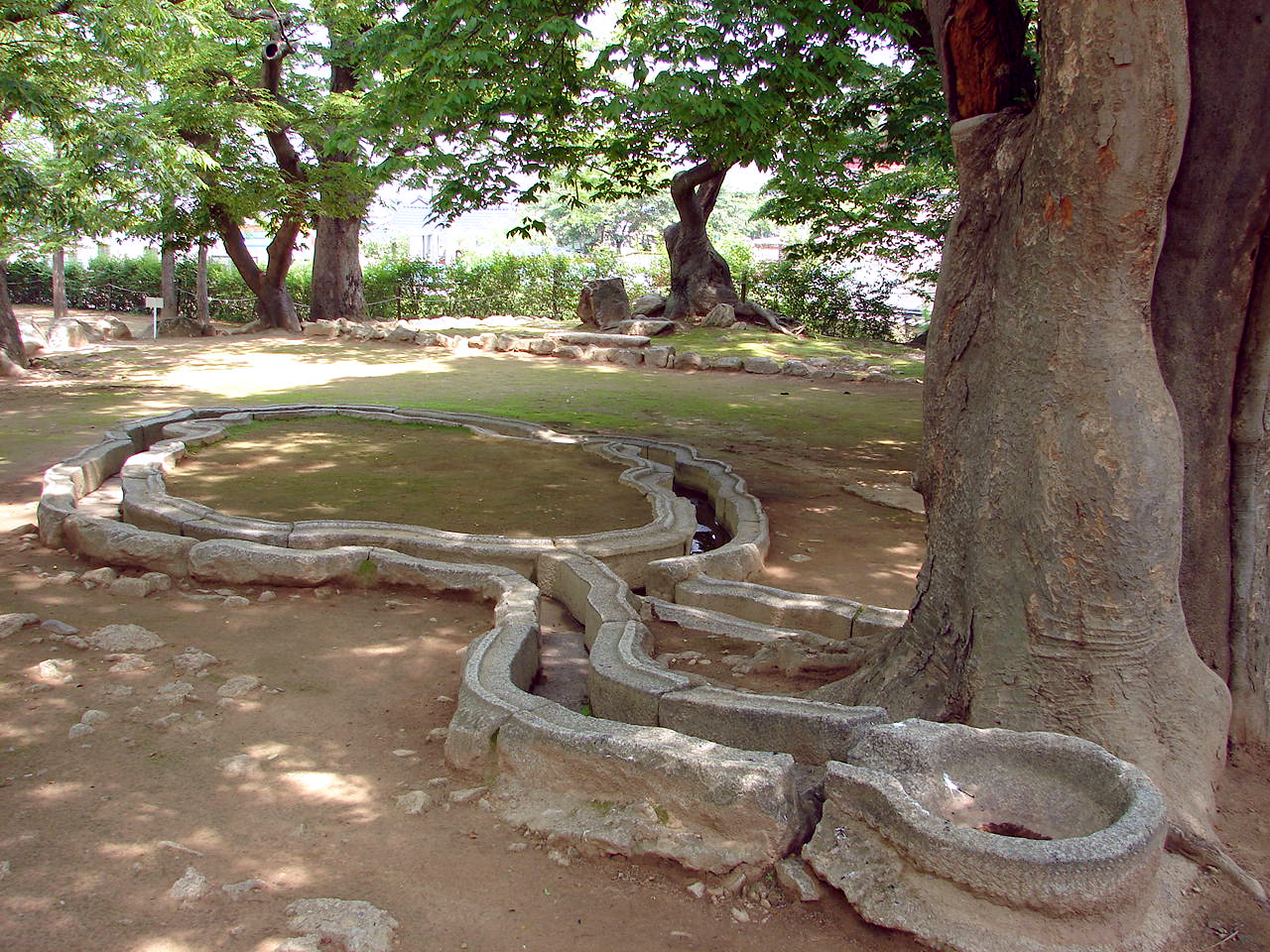
Ruinas de Poseokjeong en Gyeongju, Corea

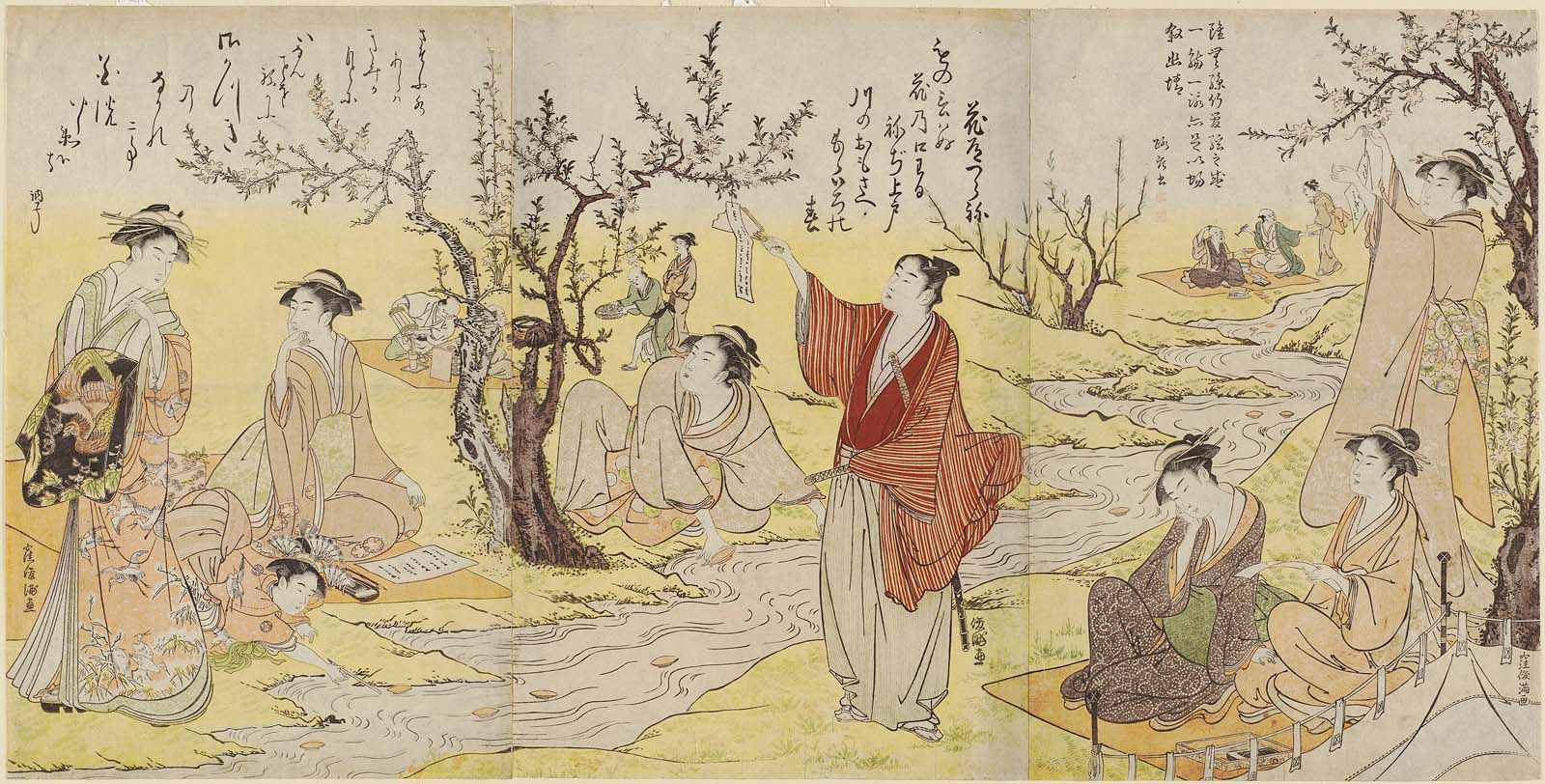
Una fiesta en un arroyo sinuoso (Kyokusui no en), impresión del artista japonés Kubo Shunman.

Esta costumbre china fue adoptada por los coreanos, como la fiesta de 927, organizada por el rey Gyeongae de Silla, en Poseokjeong, Gyeongju. También fue adoptada en Japón, quienes la denominaron Kyokusui-no-en (曲水の宴 Fiesta de la corriente sinuosa?), un juego de socialización jugado por la nobleza. Los participantes debían componer un poema tanka junto a un arroyo, dentro de un límite de tiempo determinado por el paso de una taza enlozada de sake que flotaba hacia ellos en el agua. Cuando la taza llegaba al poeta, se esperaba que éste bebiera su contenido, ya sea como celebración por la finalización del poema o como recompensa si no había compuesto un verso adecuado en plazo.
Se dice que los primeros eventos de kyokusui-no-en se llevaron a cabo en el período Kofun durante el reinado del emperador Kenzō, lo que hace que la ceremonia tenga alrededor de 1500 años de antigüedad. Sin embargo, otras fuentes sugieren que el juego se originó en el período Heian, unos 500 años después; aparece en pergaminos de ese período y se menciona en El libro de la almohada de Sei Shōnagon.
La ceremonia todavía se realiza en el santuario Tenman-gū en Dazaifu y también en Kioto. La versión japonesa moderna de la ceremonia fue creada en 1963; los participantes visten trajes de la nobleza de la era Heian y se proporciona acompañamiento musical con koto.